# Paratrechina assimilis
Paratrechina assimilis är en myrart som först beskrevs av Jerdon 1851.  Paratrechina assimilis ingår i släktet Paratrechina och familjen myror. Inga underarter finns listade i Catalogue of Life.